# Kahta
Kahta è un comune di 60 000 abitanti circa, capoluogo dell'omonimo distretto, situato nella provincia di Adıyaman, in Turchia.